# Елвира Георгиева
Елвира Георгиева е българска поп и попфолк певица.

## Биография
Елвира Георгиева е родена на 9 юни 1962 г. в Смолян, но израства в Казанлък. Родена е в семейството на потомствени лютиери. Свири от малка и завършва със специалност „цигулка“ музикалното училище в Стара Загора.
Пеенето я привлича по-силно и започва кариерата си с ангажименти към бюро „Естрада“. Постъпва във вокална група „Сребърни звезди“ към Ансамбъла на Българската армия чрез конкурс през 1984 г. Решаващ момент в нейния живот се оказва срещата и с композитора Владимир Наумов, за когото по-късно се омъжва и който създава повечето от песните ѝ, включително и първата ѝ записана песен в БНР – „Усещаш ли“, 1985 г. Представените от нея песни на Владимир Наумов „Зимно море“ и „Копнеж“ печелят трети награди на „Бургас и морето“ – 1988 г. и „Златният Орфей“ – 1997 г. Последната си песен „Нежност“ (м. Красимир Гюлмезов) Елвира записва през 2004 г. и ѝ заснема видеоклип, който е сред най-често излъчваните поп клипове по телевизия „Планета“. До 2005 г. са издадени една малка, две дългосвирещи плочи и пет албума на аудио касети, от които първият е „The best“. Следващите ѝ четири албума „Завръщане“, „Няма да ти дам“, „Борчо, борчо“ и „На кафе“ са издадени и на компактдискове.
Едни от най-популярните песни в нейно изпълнение са „Мечта за всички“ /Коминочистачът/ – м. Владимир Наумов, т. Волен Николаев и „Няма пътища назад“ – м. Димитър Пенев, т. Тодор Анастасов. Има и дуетна песен с Васил Найденов – „Може би ще дойда“.
Нейният репертоар е ориентиран предимно към почитателите на шлагера. Певицата успешно експериментира и в стил „попфолк“ с песни и видеоклипове с леко еротична визия, която се провокира и оправдава от превъзходния имидж на Елвира. С характерния си леко дрезгав тембър, който подсилва драматичния оттенък при изпълнение на балади, тя е една от малкото певици, които успяват да се наложат в края на 80-те с български репертоар.
След като се развежда с композитора Владимир Наумов и се омъжва за пластичния хирург д-р Николай Георгиев, Елвира Георгиева замразява певческата си кариера. След раздялата ѝ с Владимир Наумов продължава да поддържа приятелски отношения с него, а той и д-р Георгиев са приятели и до днес.
Освен с музика, Елвира се занимава и с духовно усъвършенстване, медитация и самоанализ.

## Награди
| Година | Награда     | Песен / Композитор             | Фестивал                                    | Град / Държава |
| ------ | ----------- | ------------------------------ | ------------------------------------------- | -------------- |
| 1997   | III награда | „Копнеж“ (Владимир Наумов)     | Международен фестивал „Златният Орфей“      | Слънчев бряг   |
| 1988   | III награда | „Зимно море“ (Владимир Наумов) | Фестивал за забавна песен „Бургас и морето“ | Бургас         |

## Дискография

### Студийни албуми
| Година | Име               | Вид     | Издател         | Каталожен номер                   |
| ------ | ----------------- | ------- | --------------- | --------------------------------- |
| 1988   | „Мечта за всички“ | LP      | Балкантон       | ВТА 12252                         |
| 1990   | „Елвира“          | LP      | Балкантон       | ВТА 12564                         |
| 1995   | „Завръщане“       | МС и CD | Ара Аудио-видео | MC: АРА MC 060, CD: 06            |
| 1997   | „Няма да ти дам“  | МС и CD | Мега музика     | МС: 10018, CD: 20013              |
| 1998   | „Борчо, борчо“    | МС и CD | Милена рекърдс  | МС: 99018, CD: 99006              |
| 2001   | „На кафе“         | МС и CD | Милена рекърдс  | CD: 200107 – 2, MC: MR 200110 – 4 |

### Малки плочи
| Година | Име                | Вид | Издател   | Каталожен номер |
| ------ | ------------------ | --- | --------- | --------------- |
| 1986   | „Елвира Георгиева“ | SP  | Балкантон | ВТК 3898        |

### Компилации
| Година | Име                  | Вид | Издател          | Каталожен номер |
| ------ | -------------------- | --- | ---------------- | --------------- |
| 1993   | „Най-хубавите песни“ | МС  | Муза             | 100 006         |
| 2019   | „Златни хитове“      | CD  | BG Music company |                 |